# قائمة وزراء الخارجية (مصر)
قائمة بأسماء الوزراء الذين تولوا وزارة الخارجية في حكومات مصر المتعاقبة.:323:342

## القائمة
| الترتيب                                                                  | الناظر / الوزير                                                    | اسم الوزارة                                                                                             | الفترات (طبقاً لتشكيل الوزارة)                                       | الوزارة                                             | رئيس مجلس النظار / الوزراء            |
| ------------------------------------------------------------------------ | ------------------------------------------------------------------ | --- | ------------------------------------------------------------------- | --------------------------------------------------- | ------------------------------------- |
|                                                                          | نوبار باشا                                                         | نظارة الخارجية                                                                                          | من: 28 أغسطس 1878 حتى: 23 فبراير 1879                               | نظارة نوبار باشا الأولى                             | نوبار باشا                            |
|                                                                          | ذو الفقار باشا                                                     | نظارة الخارجية                                                                                          | من: 10 مارس 1879 حتى: 7 أبريل 1879                                  | نظارة محمد توفيق باشا الأولى                        | الأمير محمد توفيق باشا                |
|                                                                          | محمد شريف باشا                                                     | نظارة الخارجية                                                                                          | من: 7 أبريل 1879 حتى: 18 أغسطس 1879                                 | نظارة محمد شريف باشا الأولى                         | محمد شريف باشا                        |
| نظارة محمد شريف باشا الثانية                                             | محمد شريف باشا                                                     | نظارة الخارجية                                                                                          | من: 7 أبريل 1879 حتى: 18 أغسطس 1879                                 |                                                     | محمد شريف باشا                        |
|                                                                          | مصطفى فهمي باشا                                                    | نظارة الخارجية                                                                                          | من: 18 أغسطس 1879 حتى: 26 مايو 1882                                 | نظارة محمد توفيق باشا الثانية                       | الخديوي توفيق                         |
| نظارة مصطفى رياض باشا الأولى                                             | مصطفى فهمي باشا                                                    | نظارة الخارجية                                                                                          | من: 18 أغسطس 1879 حتى: 26 مايو 1882                                 | مصطفى رياض باشا                                     |                                       |
| نظارة محمد شريف باشا الثالثة                                             | مصطفى فهمي باشا                                                    | نظارة الخارجية                                                                                          | من: 18 أغسطس 1879 حتى: 26 مايو 1882                                 | محمد شريف باشا                                      |                                       |
| نظارة محمود سامي البارودي باشا                                           | مصطفى فهمي باشا                                                    | نظارة الخارجية                                                                                          | من: 18 أغسطس 1879 حتى: 26 مايو 1882                                 | محمود سامي البارودي باشا                            |                                       |
|                                                                          | إسماعيل راغب باشا                                                  | نظارة الخارجية                                                                                          | من: 17 يونيو 1882 حتى: 21 أغسطس 1882                                | نظارة إسماعيل راغب باشا                             | إسماعيل راغب باشا                     |
|                                                                          | محمد شريف باشا                                                     | نظارة الخارجية                                                                                          | من: 21 أغسطس 1882 حتى: 10 يناير 1884                                | نظارة محمد شريف باشا الرابعة                        | محمد شريف باشا                        |
|                                                                          | نوبار باشا                                                         | نظارة الخارجية                                                                                          | من: 10 يناير 1884 حتى: 9 يونيو 1888                                 | نظارة نوبار باشا الثانية                            | نوبار باشا                            |
|                                                                          | ذو الفقار باشا                                                     | نظارة الخارجية                                                                                          | من: 9 يونيو 1888 حتى: 12 مايو 1891                                  | نظارة مصطفى رياض باشا الثانية                       | مصطفى رياض باشا                       |
|                                                                          | تكران باشا                                                         | نظارة الخارجية                                                                                          | من: 14 مايو 1891 حتى: 15 أبريل 1894                                 | نظارة مصطفى فهمي باشا الأولى                        | مصطفى فهمي باشا                       |
| نظارة مصطفى فهمي باشا الثانية                                            | تكران باشا                                                         | نظارة الخارجية                                                                                          | من: 14 مايو 1891 حتى: 15 أبريل 1894                                 |                                                     | مصطفى فهمي باشا                       |
| نظارة حسين فخري باشا                                                     | تكران باشا                                                         | نظارة الخارجية                                                                                          | من: 14 مايو 1891 حتى: 15 أبريل 1894                                 | حسين فخري باشا                                      |                                       |
| نظارة مصطفى رياض باشا الثالثة                                            | تكران باشا                                                         | نظارة الخارجية                                                                                          | من: 14 مايو 1891 حتى: 15 أبريل 1894                                 | مصطفى رياض باشا                                     |                                       |
|                                                                          | بطرس غالي باشا                                                     | نظارة الخارجية                                                                                          | من: 15 أبريل 1894 حتى: 21 فبراير 1910                               | نظارة نوبار باشا الثالثة                            | نوبار باشا                            |
| نظارة مصطفى فهمي باشا الثالثة                                            | بطرس غالي باشا                                                     | نظارة الخارجية                                                                                          | من: 15 أبريل 1894 حتى: 21 فبراير 1910                               | مصطفى فهمي باشا                                     |                                       |
| نظارة بطرس غالي باشا                                                     | بطرس غالي باشا                                                     | نظارة الخارجية                                                                                          | من: 15 أبريل 1894 حتى: 21 فبراير 1910                               | بطرس غالي باشا                                      |                                       |
|                                                                          | حسين رشدي باشا                                                     | نظارة الخارجية                                                                                          | من: 23 فبراير 1910 حتى: 15 أبريل 1912                               | نظارة محمد سعيد باشا الأولى                         | محمد سعيد باشا                        |
|                                                                          | يوسف وهبة باشا                                                     | نظارة الخارجية                                                                                          | من: 15 أبريل 1912 حتى: 5 أبريل 1914                                 | نظارة محمد سعيد باشا الأولى                         | محمد سعيد باشا                        |
|                                                                          | عدلي يكن باشا                                                      | نظارة الخارجية                                                                                          | من: 5 أبريل 1914 حتى: 19 ديسمبر 1914                                | نظارة حسين رشدي باشا الأولى                         | حسين رشدي باشا                        |
|                                                                          | حسين رشدي باشا                                                     | وزارة الخارجية                                                                                          | من: 19 ديسمبر 1914 حتى: 9 أكتوبر 1917                               | وزارة حسين رشدي باشا الثانية                        | حسين رشدي باشا                        |
|                                                                          | لا يوجد                                                            | ألغيت وزارة الخارجية لخضوع البلاد للحماية البريطانية                                                    | من: 10 أكتوبر 1917 حتى: 24 ديسمبر 1921                              | وزارة حسين رشدي باشا الثالثة                        | حسين رشدي باشا                        |
| وزارة حسين رشدي باشا الرابعة                                             | لا يوجد                                                            | ألغيت وزارة الخارجية لخضوع البلاد للحماية البريطانية                                                    | من: 10 أكتوبر 1917 حتى: 24 ديسمبر 1921                              |                                                     | حسين رشدي باشا                        |
| وزارة محمد سعيد باشا الثانية                                             | لا يوجد                                                            | ألغيت وزارة الخارجية لخضوع البلاد للحماية البريطانية                                                    | من: 10 أكتوبر 1917 حتى: 24 ديسمبر 1921                              | محمد سعيد باشا                                      |                                       |
| وزارة يوسف وهبة باشا                                                     | لا يوجد                                                            | ألغيت وزارة الخارجية لخضوع البلاد للحماية البريطانية                                                    | من: 10 أكتوبر 1917 حتى: 24 ديسمبر 1921                              | يوسف وهبة باشا                                      |                                       |
| وزارة محمد توفيق نسيم باشا الأولى                                        | لا يوجد                                                            | ألغيت وزارة الخارجية لخضوع البلاد للحماية البريطانية                                                    | من: 10 أكتوبر 1917 حتى: 24 ديسمبر 1921                              | محمد توفيق نسيم باشا                                |                                       |
| وزارة عدلي يكن باشا الأولى                                               | لا يوجد                                                            | ألغيت وزارة الخارجية لخضوع البلاد للحماية البريطانية                                                    | من: 10 أكتوبر 1917 حتى: 24 ديسمبر 1921                              | عدلي يكن باشا                                       |                                       |
|                                                                          | عبد الخالق ثروت باشا                                               | وزارة الخارجية                                                                                          | من: 1 مارس 1922 حتى: 29 نوفمبر 1922                                 | وزارة عبد الخالق ثروت باشا الأولى                   | عبد الخالق ثروت باشا                  |
|                                                                          | محمود فخري باشا                                                    | | من: 30 نوفمبر 1922 حتى: 9 فبراير 1923                               | وزارة محمد توفيق نسيم باشا الثانية                  | محمد توفيق نسيم باشا                  |
|                                                                          | أحمد حشمت باشا                                                     | | من: 15 مارس 1923 حتى: 6 أغسطس 1923                                  | وزارة يحيى إبراهيم باشا                             | يحيي إبراهيم باشا                     |
|                                                                          | محمد توفيق رفعت باشا                                               | | من: 6 أغسطس 1923 حتى: 27 يناير 1924                                 | وزارة يحيى إبراهيم باشا                             | يحيي إبراهيم باشا                     |
|                                                                          | واصف بطرس غالي أفندي                                               | | من: 28 يناير 1924 حتى: 24 نوفمبر 1924                               | وزارة سعد زغلول باشا                                | سعد زغلول باشا                        |
|                                                                          | أحمد زيور باشا                                                     | | من: 24 نوفمبر 1924 حتى: 7 يونيو 1926                                | وزارة أحمد زيور باشا الأولى                         | أحمد زيور باشا                        |
|                                                                          | أحمد زيور باشا                                                     | وزارة أحمد زيور باشا الثانية                                                                            | من: 24 نوفمبر 1924 حتى: 7 يونيو 1926                                |                                                     | أحمد زيور باشا                        |
|                                                                          | عبد الخالق ثروت باشا                                               | | من: 7 يونيو 1926 حتى: 21 أبريل 1927                                 | وزارة عدلي يكن باشا الثانية                         | عدلي يكن باشا                         |
|                                                                          | مرقص حنا باشا                                                      | | من: 25 أبريل 1927 حتى: 16 مارس 1928                                 | وزارة عبد الخالق ثروت باشا الثانية                  | عبد الخالق ثروت باشا                  |
|                                                                          | واصف بطرس غالي باشا                                                | | من: 16 مارس 1928 حتى: 25 يونيو 1928                                 | وزارة مصطفى النحاس باشا الأولى                      | مصطفى النحاس باشا                     |
|                                                                          | حافظ عفيفي بك                                                      | | من: 25 يونيو 1928 حتى: 2 أكتوبر 1929                                | وزارة محمد محمود باشا الأولى                        | محمد محمود باشا                       |
|                                                                          | أحمد مدحت يكن باشا                                                 | | من: 3 أكتوبر 1929 حتى: 1 يناير 1930                                 | وزارة عدلي يكن باشا الثالثة                         | عدلي يكن باشا                         |
|                                                                          | واصف بطرس غالي باشا                                                | | من: 1 يناير 1930 حتى: 19 يونيو 1930                                 | وزارة مصطفى النحاس باشا الثانية                     | مصطفى النحاس باشا                     |
|                                                                          | حافظ عفيفي باشا                                                    | | من: 19 يونيو 1930 حتى: يوليو 1930                                   | وزارة إسماعيل صدقي باشا الأولى                      | إسماعيل صدقي باشا                     |
|                                                                          | عبد الفتاح يحيي باشا                                               | | من: يوليو 1930 حتى: 4 يناير 1933                                    | وزارة إسماعيل صدقي باشا الأولى                      | إسماعيل صدقي باشا                     |
|                                                                          | نخلة جورجي المطيعي باشا                                            | | من: 4 يناير 1933 حتى: 10 مايو 1933                                  | وزارة إسماعيل صدقي باشا الثانية                     | إسماعيل صدقي باشا                     |
|                                                                          | صليب سامي بك                                                       | | من: يوليو 1933 حتى: 27 سبتمبر 1933                                  | وزارة إسماعيل صدقي باشا الثانية                     | إسماعيل صدقي باشا                     |
|                                                                          | عبد الفتاح يحيي باشا                                               | | من: 27 سبتمبر 1933 حتى: 14 نوفمبر 1934                              | وزارة عبد الفتاح يحيي باشا                          | عبد الفتاح يحيي باشا                  |
|                                                                          | كامل إبراهيم بك                                                    | | من: 15 نوفمبر 1934 حتى: 18 فبراير 1935                              | وزارة محمد توفيق نسيم باشا الثالثة                  | محمد توفيق نسيم باشا                  |
|                                                                          | عبد العزيز عزت باشا                                                | | من: 18 فبراير 1935 حتى: 30 يناير 1936                               | وزارة محمد توفيق نسيم باشا الثالثة                  | محمد توفيق نسيم باشا                  |
|                                                                          | علي ماهر باشا                                                      | | من: 30 يناير 1936 حتى: 9 مايو 1936                                  | وزارة علي ماهر باشا الأولى                          | علي ماهر باشا                         |
|                                                                          | واصف بطرس غالي باشا                                                | | من: 9 مايو 1936 حتى: 30 ديسمبر 1937                                 | وزارة مصطفى النحاس باشا الثالثة                     | مصطفى النحاس باشا                     |
|                                                                          | واصف بطرس غالي باشا                                                | وزارة مصطفى النحاس باشا الرابعة                                                                         | من: 9 مايو 1936 حتى: 30 ديسمبر 1937                                 |                                                     | مصطفى النحاس باشا                     |
|                                                                          | عبد الفتاح يحيي باشا                                               | وزير دولة ويتولى وزارة الخارجية                                                                         | من: 30 ديسمبر 1937 حتى: 27 أبريل 1938                               | وزارة محمد محمود باشا الثانية                       | محمد محمود باشا                       |
| وزارة الخارجية                                                           | عبد الفتاح يحيي باشا                                               | من: 27 أبريل 1938 حتى: 18 أغسطس 1939                                                                    | وزارة محمد محمود باشا الثالثة                                       |                                                     | محمد محمود باشا                       |
| وزارة الخارجية                                                           | عبد الفتاح يحيي باشا                                               | من: 27 أبريل 1938 حتى: 18 أغسطس 1939                                                                    | وزارة محمد محمود باشا الرابعة                                       |                                                     | محمد محمود باشا                       |
|                                                                          | علي ماهر باشا                                                      | | من: 18 أغسطس 1939 حتى: 27 يونيو 1940                                | وزارة علي ماهر باشا الثانية                         | علي ماهر باشا                         |
|                                                                          | حسن صبري باشا                                                      | | من: 27 يونيو 1940 حتى: 14 نوفمبر 1940                               | وزارة حسن صبري باشا                                 | حسن صبري باشا                         |
|                                                                          | حسين سري باشا                                                      | | من: 15 نوفمبر 1940 حتى: 26 يونيو 1941                               | وزارة حسين سري باشا الأولى                          | حسين سري باشا                         |
|                                                                          | صليب سامي باشا                                                     | | من: 26 يونيو 1940 حتى: 4 فبراير 1942                                | وزارة حسين سري باشا الأولى                          | حسين سري باشا                         |
|                                                                          | صليب سامي باشا                                                     | وزارة حسين سري باشا الثانية                                                                             | من: 26 يونيو 1940 حتى: 4 فبراير 1942                                |                                                     | حسين سري باشا                         |
|                                                                          | مصطفى النحاس باشا                                                  | | من: 4 فبراير 1942 حتى: 8 أكتوبر 1944                                | وزارة مصطفى النحاس باشا الخامسة                     | مصطفى النحاس باشا                     |
|                                                                          | مصطفى النحاس باشا                                                  | وزارة مصطفى النحاس باشا السادسة                                                                         | من: 4 فبراير 1942 حتى: 8 أكتوبر 1944                                |                                                     | مصطفى النحاس باشا                     |
|                                                                          | محمود فهمي النقراشي باشا                                           | | من: 8 أكتوبر 1944 حتى: 7 مارس 1945                                  | وزارة أحمد ماهر باشا الأولى                         | أحمد ماهر باشا                        |
|                                                                          | محمود فهمي النقراشي باشا                                           | وزارة أحمد ماهر باشا الثانية                                                                            | من: 8 أكتوبر 1944 حتى: 7 مارس 1945                                  |                                                     | أحمد ماهر باشا                        |
|                                                                          | محمود فهمي النقراشي باشا                                           | وزارة محمود فهمي النقراشي باشا الأولى                                                                   | من: 8 أكتوبر 1944 حتى: 7 مارس 1945                                  | محمود فهمي النقراشي باشا                            |                                       |
|                                                                          | عبد الحميد بدوي باشا                                               | | من: 7 مارس 1945 حتى: 15 فبراير 1946                                 | محمود فهمي النقراشي باشا                            | وزارة محمود فهمي النقراشي باشا الأولى |
|                                                                          | أحمد لطفي السيد باشا                                               | وزير دولة ويتولى وزارة الخارجية                                                                         | من: 16 فبراير 1946 حتى: 11 سبتمبر 1946                              | وزارة إسماعيل صدقي باشا الثالثة                     | إسماعيل صدقي باشا                     |
|                                                                          | إبراهيم عبد الهادي باشا                                            | وزارة الخارجية                                                                                          | من: 11 سبتمبر 1946 حتى: 9 ديسمبر 1946                               | وزارة إسماعيل صدقي باشا الثالثة                     | إسماعيل صدقي باشا                     |
|                                                                          | محمود فهمي النقراشي باشا                                           | | من: 9 ديسمبر 1946 حتى: 19 نوفمبر 1947                               | وزارة محمود فهمي النقراشي باشا الثانية              | محمود فهمي النقراشي باشا              |
|                                                                          | أحمد خشبة باشا                                                     | | من: 19 نوفمبر 1947 حتى: 28 ديسمبر 1948                              | وزارة محمود فهمي النقراشي باشا الثانية              | محمود فهمي النقراشي باشا              |
|                                                                          | إبراهيم دسوقي أباظة باشا                                           | | من: 28 ديسمبر 1948 حتى: 27 فبراير 1949                              | وزارة إبراهيم عبد الهادي باشا                       | إبراهيم عبد الهادي باشا               |
|                                                                          | أحمد خشبة باشا                                                     | | من: 27 فبراير 1949 حتى: 25 يوليو 1949                               | وزارة إبراهيم عبد الهادي باشا                       | إبراهيم عبد الهادي باشا               |
|                                                                          | حسين سري باشا                                                      | | من: 25 يوليو 1949 حتى: 3 نوفمبر 1949                                | وزارة حسين سري باشا الثالثة                         | حسين سري باشا                         |
|                                                                          | حسين سري باشا                                                      | من: 3 نوفمبر 1949 حتى: 12 يناير 1950                                                                    | وزارة حسين سري باشا الرابعة                                         |                                                     | حسين سري باشا                         |
|                                                                          | محمد صلاح الدين بك                                                 | | من: 12 يناير 1950 حتى: 27 يناير 1952                                | وزارة مصطفى النحاس باشا السابعة                     | مصطفى النحاس باشا                     |
|                                                                          | علي ماهر باشا                                                      | | من: 27 يناير 1952 حتى: 1 مارس 1952                                  | وزارة علي ماهر باشا الثالثة                         | علي ماهر باشا                         |
|                                                                          | محمد عبد الخالق حسونة باشا                                         | | من: 1 مارس 1952 حتى: 2 يوليو 1952                                   | وزارة أحمد نجيب الهلالي باشا الأولى                 | أحمد نجيب الهلالي باشا                |
|                                                                          | حسين سري باشا                                                      | | من: 2 يوليو 1952 حتى: 22 يوليو 1952                                 | وزارة حسين سري باشا الخامسة                         | حسين سري باشا                         |
|                                                                          | محمد عبد الخالق حسونة باشا                                         | | من: 22 يوليو 1952 حتى: 23 يوليو 1952                                | وزارة أحمد نجيب الهلالي باشا الثانية                | أحمد نجيب الهلالي باشا                |
|                                                                          | علي ماهر باشا                                                      | | من: 24 يوليو 1952 حتى: 26 يوليو 1952                                | وزارة علي ماهر باشا الرابعة                         | علي ماهر باشا                         |
|                                                                          | علي ماهر باشا                                                      | من: 26 يوليو 1952 حتى: 7 سبتمبر 1952                                                                    |                                                                     | وزارة علي ماهر باشا الرابعة                         | علي ماهر باشا                         |
|                                                                          | أحمد فراج طايع                                                     | | من: 8 سبتمبر 1952 حتى: 9 ديسمبر 1952                                | وزارة محمد نجيب الأولى                              | محمد نجيب                             |
|                                                                          | محمود فوزي                                                         | | من: 9 ديسمبر 1952 حتى: 25 مارس 1964                                 | وزارة محمد نجيب الأولى                              | محمد نجيب                             |
|                                                                          | محمود فوزي                                                         | وزارة محمد نجيب الثانية                                                                                 | من: 9 ديسمبر 1952 حتى: 25 مارس 1964                                 |                                                     | محمد نجيب                             |
|                                                                          | محمود فوزي                                                         | وزارة جمال عبد الناصر الأولى                                                                            | من: 9 ديسمبر 1952 حتى: 25 مارس 1964                                 | جمال عبد الناصر                                     |                                       |
|                                                                          | محمود فوزي                                                         | وزارة جمال عبد الناصر الأولى                                                                            | من: 9 ديسمبر 1952 حتى: 25 مارس 1964                                 | جمال عبد الناصر                                     |                                       |
|                                                                          | محمود فوزي                                                         | وزارة محمد نجيب الثالثة                                                                                 | من: 9 ديسمبر 1952 حتى: 25 مارس 1964                                 | محمد نجيب                                           |                                       |
|                                                                          | محمود فوزي                                                         | وزارة جمال عبد الناصر الثانية                                                                           | من: 9 ديسمبر 1952 حتى: 25 مارس 1964                                 | جمال عبد الناصر                                     |                                       |
|                                                                          | محمود فوزي                                                         | وزارة جمال عبد الناصر الثانية                                                                           | من: 9 ديسمبر 1952 حتى: 25 مارس 1964                                 | جمال عبد الناصر                                     |                                       |
|                                                                          | محمود فوزي                                                         | وزارة جمال عبد الناصر الثانية                                                                           | من: 9 ديسمبر 1952 حتى: 25 مارس 1964                                 | جمال عبد الناصر                                     |                                       |
|                                                                          | محمود فوزي                                                         | وزارة جمال عبد الناصر الثالثة                                                                           | من: 9 ديسمبر 1952 حتى: 25 مارس 1964                                 | جمال عبد الناصر                                     |                                       |
|                                                                          | محمود فوزي                                                         | وزارة جمال عبد الناصر الرابعة                                                                           | من: 9 ديسمبر 1952 حتى: 25 مارس 1964                                 | جمال عبد الناصر                                     |                                       |
|                                                                          | محمود فوزي                                                         | وزارة نور الدين طراف (المجلس التنفيذي للإقليم المصري) وزارة جمال عبد الناصر الخامسة                     | من: 9 ديسمبر 1952 حتى: 25 مارس 1964                                 | نور الدين طراف رئيس المجلس التنفيذي للإقليم المصري  |                                       |
|                                                                          | محمود فوزي                                                         | وزارة كمال الدين حسين (المجلس التنفيذي للإقليم المصري) وزارة جمال عبد الناصر السادسة                    | من: 9 ديسمبر 1952 حتى: 25 مارس 1964                                 | كمال الدين حسين رئيس المجلس التنفيذي للإقليم المصري |                                       |
|                                                                          | محمود فوزي                                                         | وزارة جمال عبد الناصر السابعة                                                                           | من: 9 ديسمبر 1952 حتى: 25 مارس 1964                                 | جمال عبد الناصر                                     |                                       |
|                                                                          | محمود فوزي                                                         | وزارة جمال عبد الناصر الثامنة                                                                           | من: 9 ديسمبر 1952 حتى: 25 مارس 1964                                 | جمال عبد الناصر                                     |                                       |
|                                                                          | محمود فوزي                                                         | وزارة علي صبري الأولى                                                                                   | من: 9 ديسمبر 1952 حتى: 25 مارس 1964                                 | علي صبري                                            |                                       |
|                                                                          | محمود رياض                                                         | محمود فوزي نائب رئيس الوزراء للشئون الخارجية ويشرف على وزارة الخارجية ووزارة العلاقات الثقافية الخارجية | من: 25 مارس 1964 حتى: 17 يناير 1972                                 | علي صبري                                            | وزارة علي صبري الثانية                |
| محمود فوزي نائب رئيس الوزراء للشئون الخارجية                             | محمود رياض                                                         | وزارة زكريا محيي الدين                                                                                  | من: 25 مارس 1964 حتى: 17 يناير 1972                                 | زكريا محيي الدين                                    |                                       |
| محمود فوزي نائب رئيس الوزراء للشئون الخارجية                             | محمود رياض                                                         | وزارة صدقي سليمان                                                                                       | من: 25 مارس 1964 حتى: 17 يناير 1972                                 | محمد صدقي سليمان                                    |                                       |
|                                                                          | محمود رياض                                                         | وزارة جمال عبد الناصر التاسعة                                                                           | من: 25 مارس 1964 حتى: 17 يناير 1972                                 | جمال عبد الناصر                                     |                                       |
| - 26 أبريل 1970 عين - محمد فائق وزيراً للدولة للشئون الخارجية             | محمود رياض                                                         | وزارة جمال عبد الناصر العاشرة                                                                           | من: 25 مارس 1964 حتى: 17 يناير 1972                                 | جمال عبد الناصر                                     |                                       |
| - 26 أبريل 1970 عين - محمد فائق وزيراً للدولة للشئون الخارجية             | محمود رياض                                                         | وزارة محمود فوزي الأولى                                                                                 | من: 25 مارس 1964 حتى: 17 يناير 1972                                 | محمود فوزي                                          |                                       |
| - في 18 مارس 1971 عين - محمد حافظ إسماعيل وزيراً للدولة للشئون الخارجية   | محمود رياض                                                         | وزارة محمود فوزي الثانية                                                                                | من: 25 مارس 1964 حتى: 17 يناير 1972                                 | محمود فوزي                                          |                                       |
| - في 18 مارس 1971 عين - محمد حافظ إسماعيل وزيراً للدولة للشئون الخارجية   | محمود رياض                                                         | وزارة محمود فوزي الثالثة                                                                                | من: 25 مارس 1964 حتى: 17 يناير 1972                                 | محمود فوزي                                          |                                       |
| محمد مراد غالب وزيراً للدولة للشئون الخارجية                              | محمود رياض                                                         | وزارة محمود فوزي الرابعة                                                                                | من: 25 مارس 1964 حتى: 17 يناير 1972                                 | محمود فوزي                                          |                                       |
|                                                                          | محمد مراد غالب                                                     | | من: 17 يناير 1972 حتى: 8 سبتمبر 1972                                | وزارة عزيز صدقي                                     | عزيز صدقي                             |
|                                                                          | محمد حسن الزيات                                                    | من: 8 سبتمبر 1972 حتى: 31 أكتوبر 1973                                                                   | وزارة عزيز صدقي                                                     |                                                     | عزيز صدقي                             |
|                                                                          | محمد حسن الزيات                                                    | من: 8 سبتمبر 1972 حتى: 31 أكتوبر 1973                                                                   | وزارة أنور السادات الأولى                                           | محمد أنور السادات                                   |                                       |
|                                                                          | إسماعيل فهمي                                                       | | من: 31 أكتوبر 1973 حتى: 17 نوفمبر 1977                              | محمد أنور السادات                                   | وزارة أنور السادات الأولى             |
| - في 30 مايو 1974 عين محمد سميح أنور وزير دولة للشئون الخارجية           | إسماعيل فهمي                                                       | وزارة أنور السادات الثانية                                                                              | من: 31 أكتوبر 1973 حتى: 17 نوفمبر 1977                              | محمد أنور السادات                                   |                                       |
| - في 30 مايو 1974 عين محمد سميح أنور وزير دولة للشئون الخارجية           | إسماعيل فهمي                                                       | وزارة عبد العزيز حجازي                                                                                  | من: 31 أكتوبر 1973 حتى: 17 نوفمبر 1977                              | عبد العزيز حجازي                                    |                                       |
| - في 27 مايو 1975 صدر قرار بتعيين محمد رياض وزيراً للدولة للشئون الخارجية | إسماعيل فهمي                                                       | وزارة ممدوح سالم الأولى                                                                                 | من: 31 أكتوبر 1973 حتى: 17 نوفمبر 1977                              | ممدوح سالم                                          |                                       |
| - في 27 مايو 1975 صدر قرار بتعيين محمد رياض وزيراً للدولة للشئون الخارجية | إسماعيل فهمي                                                       | وزارة ممدوح سالم الثانية                                                                                | من: 31 أكتوبر 1973 حتى: 17 نوفمبر 1977                              | ممدوح سالم                                          |                                       |
| محمد رياض وزيراً للدولة للعلاقات الخارجية                                 | إسماعيل فهمي                                                       | وزارة ممدوح سالم الثالثة                                                                                | من: 31 أكتوبر 1973 حتى: 17 نوفمبر 1977                              | ممدوح سالم                                          |                                       |
| محمد رياض وزيراً للدولة للشئون الخارجية                                   | إسماعيل فهمي                                                       | وزارة ممدوح سالم الرابعة                                                                                | من: 31 أكتوبر 1973 حتى: 17 نوفمبر 1977                              | ممدوح سالم                                          |                                       |
|                                                                          | لا يوجد                                                            | في 17 نوفمبر 1977 عين بطرس بطرس غالي وزير دولة للشئون الخارجية.                                         | من: 17 نوفمبر 1977 حتى: 25 ديسمبر 1977                              | ممدوح سالم                                          | وزارة ممدوح سالم الرابعة              |
|                                                                          | محمد إبراهيم كامل                                                  | في 17 نوفمبر 1977 عين بطرس بطرس غالي وزير دولة للشئون الخارجية.                                         | من: 25 ديسمبر 1977 حتى: سبتمبر 1978                                 | ممدوح سالم                                          | وزارة ممدوح سالم الرابعة              |
| وزارة ممدوح سالم الخامسة                                                 | محمد إبراهيم كامل                                                  | في 17 نوفمبر 1977 عين بطرس بطرس غالي وزير دولة للشئون الخارجية.                                         | من: 25 ديسمبر 1977 حتى: سبتمبر 1978                                 | ممدوح سالم                                          |                                       |
|                                                                          | لا يوجد تولى بطرس غالي وزير الدولة للشئون الخارجية المنصب بالنيابة | في 17 نوفمبر 1977 عين بطرس بطرس غالي وزير دولة للشئون الخارجية.                                         | من: سبتمبر 1978 حتى: 17 فبراير 1979                                 | ممدوح سالم                                          | وزارة ممدوح سالم الخامسة              |
| وزارة مصطفى خليل الأولى                                                  | لا يوجد تولى بطرس غالي وزير الدولة للشئون الخارجية المنصب بالنيابة | في 17 نوفمبر 1977 عين بطرس بطرس غالي وزير دولة للشئون الخارجية.                                         | من: سبتمبر 1978 حتى: 17 فبراير 1979                                 | مصطفى خليل                                          |                                       |
|                                                                          | مصطفى خليل                                                         | في 17 نوفمبر 1977 عين بطرس بطرس غالي وزير دولة للشئون الخارجية.                                         | من: 17 فبراير 1979 حتى: 14 مايو 1980                                | مصطفى خليل                                          | وزارة مصطفى خليل الأولى               |
| وزارة مصطفى خليل الثانية                                                 | مصطفى خليل                                                         | في 17 نوفمبر 1977 عين بطرس بطرس غالي وزير دولة للشئون الخارجية.                                         | من: 17 فبراير 1979 حتى: 14 مايو 1980                                | مصطفى خليل                                          |                                       |
|                                                                          | كمال الدين حسن علي                                                 | في 17 نوفمبر 1977 عين بطرس بطرس غالي وزير دولة للشئون الخارجية.                                         | من: 14 مايو 1980 حتى: 5 يونيو 1984                                  | وزارة أنور السادات الثالثة                          | محمد أنور السادات                     |
| وزارة حسني مبارك                                                         | كمال الدين حسن علي                                                 | في 17 نوفمبر 1977 عين بطرس بطرس غالي وزير دولة للشئون الخارجية.                                         | من: 14 مايو 1980 حتى: 5 يونيو 1984                                  | محمد حسني مبارك                                     |                                       |
| وزارة فؤاد محيي الدين الأولى                                             | كمال الدين حسن علي                                                 | في 17 نوفمبر 1977 عين بطرس بطرس غالي وزير دولة للشئون الخارجية.                                         | من: 14 مايو 1980 حتى: 5 يونيو 1984                                  | أحمد فؤاد محيي الدين                                |                                       |
| وزارة فؤاد محيي الدين الثانية                                            | كمال الدين حسن علي                                                 | في 17 نوفمبر 1977 عين بطرس بطرس غالي وزير دولة للشئون الخارجية.                                         | من: 14 مايو 1980 حتى: 5 يونيو 1984                                  | أحمد فؤاد محيي الدين                                |                                       |
|                                                                          | أحمد عصمت عبد المجيد                                               | في 17 نوفمبر 1977 عين بطرس بطرس غالي وزير دولة للشئون الخارجية.                                         | من: 5 يونيو 1984 (بالنيابة) 16 يوليو 1984 (فعلياً) حتى: 20 مايو 1991 | وزارة كمال حسن علي                                  | كمال حسن علي                          |
| وزارة علي لطفي                                                           | أحمد عصمت عبد المجيد                                               | في 17 نوفمبر 1977 عين بطرس بطرس غالي وزير دولة للشئون الخارجية.                                         | من: 5 يونيو 1984 (بالنيابة) 16 يوليو 1984 (فعلياً) حتى: 20 مايو 1991 | علي لطفي                                            |                                       |
| وزارة عاطف صدقي الأولى                                                   | أحمد عصمت عبد المجيد                                               | في 17 نوفمبر 1977 عين بطرس بطرس غالي وزير دولة للشئون الخارجية.                                         | من: 5 يونيو 1984 (بالنيابة) 16 يوليو 1984 (فعلياً) حتى: 20 مايو 1991 | عاطف صدقي                                           |                                       |
| وزارة عاطف صدقي الثانية                                                  | أحمد عصمت عبد المجيد                                               | في 17 نوفمبر 1977 عين بطرس بطرس غالي وزير دولة للشئون الخارجية.                                         | من: 5 يونيو 1984 (بالنيابة) 16 يوليو 1984 (فعلياً) حتى: 20 مايو 1991 | عاطف صدقي                                           |                                       |
|                                                                          | عمرو موسى                                                          | وزير الخارجية                                                                                           | من: 20 مايو 1991 حتى: مايو 2001                                     | عاطف صدقي                                           | وزارة عاطف صدقي الثانية               |
| وزارة عاطف صدقي الثالثة                                                  | عمرو موسى                                                          | وزير الخارجية                                                                                           | من: 20 مايو 1991 حتى: مايو 2001                                     | عاطف صدقي                                           |                                       |
| وزارة كمال الجنزوري الأولى                                               | عمرو موسى                                                          | وزير الخارجية                                                                                           | من: 20 مايو 1991 حتى: مايو 2001                                     | كمال الجنزوري                                       |                                       |
| وزارة عاطف عبيد                                                          | عمرو موسى                                                          | وزير الخارجية                                                                                           | من: 20 مايو 1991 حتى: مايو 2001                                     | عاطف عبيد                                           |                                       |
|                                                                          | أحمد ماهر                                                          | - في 21 نوفمبر 2001 تم تعيين فايزة أبو النجا وزيرة دولة للشؤون الخارجية                                 | من: مايو 2001 حتى: 9 يوليو 2004                                     | عاطف عبيد                                           | وزارة عاطف عبيد                       |
|                                                                          | أحمد أبو الغيط                                                     | | من: 14 يوليو 2004 حتى: 3 مارس 2011                                  | وزارة أحمد نظيف الأولى                              | أحمد نظيف                             |
| وزارة أحمد نظيف الثانية                                                  | أحمد أبو الغيط                                                     | | من: 14 يوليو 2004 حتى: 3 مارس 2011                                  |                                                     | أحمد نظيف                             |
| وزارة أحمد شفيق                                                          | أحمد أبو الغيط                                                     | أحمد شفيق                                                                                               | من: 14 يوليو 2004 حتى: 3 مارس 2011                                  |                                                     |                                       |
|                                                                          | نبيل العربي                                                        | من: 7 مارس 2011 حتى: 14 يونيو 2011                                                                      | وزارة عصام شرف                                                      | عصام شرف                                            |                                       |
|                                                                          | محمد العرابي                                                       | من: 14 يونيو 2011 حتى: 21 يوليو 2011                                                                    | وزارة عصام شرف                                                      | عصام شرف                                            |                                       |
|                                                                          | محمد كامل عمرو                                                     | من: 21 يوليو 2011 حتى: 8 يوليو 2013                                                                     | وزارة عصام شرف                                                      | عصام شرف                                            |                                       |
| وزارة كمال الجنزوري الثانية                                              | محمد كامل عمرو                                                     | من: 21 يوليو 2011 حتى: 8 يوليو 2013                                                                     | كمال الجنزوري                                                       |                                                     |                                       |
| وزارة هشام قنديل                                                         | محمد كامل عمرو                                                     | من: 21 يوليو 2011 حتى: 8 يوليو 2013                                                                     | هشام قنديل                                                          |                                                     |                                       |
|                                                                          | نبيل إسماعيل فهمي                                                  | من: 16 يوليو 2013 حتى: 9 يونيو 2014                                                                     | وزارة حازم الببلاوي                                                 | حازم الببلاوي                                       |                                       |
| وزارة إبراهيم محلب الأولى                                                | نبيل إسماعيل فهمي                                                  | من: 16 يوليو 2013 حتى: 9 يونيو 2014                                                                     | إبراهيم محلب                                                        |                                                     |                                       |
|                                                                          | سامح شكري                                                          | من: 16 يونيو 2014 حتى: 3 يونيو 2024                                                                     | إبراهيم محلب                                                        | وزارة إبراهيم محلب الثانية                          |                                       |
| وزارة شريف إسماعيل                                                       | سامح شكري                                                          | من: 16 يونيو 2014 حتى: 3 يونيو 2024                                                                     | شريف إسماعيل                                                        |                                                     |                                       |
| وزارة مصطفى مدبولي الأولى                                                | سامح شكري                                                          | من: 16 يونيو 2014 حتى: 3 يونيو 2024                                                                     | مصطفى مدبولي                                                        |                                                     |                                       |
|                                                                          | بدر عبد العاطي                                                     | من: 3 يوليو 2024 حتى الآن                                                                               | مصطفى مدبولي                                                        | وزارة مصطفى مدبولي الثانية                          |                                       |